# Szlovjanszk
Szlovjanszk (ukrán: Слов'янськ) vagy Szlavjanszk (orosz: Славянск) város Ukrajna keleti részén, a Donecki terület Kramatorszki járásában.
Közlekedési csomópont, Ukrajna egyik legrégebbi, iszapkezelést alkalmazó üdülőközpontja. 2011. óta országos jelentőségű üdülőhely. Fő iparága a gépipar.

## Népessége

### Népességváltozása
| Lakosok száma | 9038 | 15 792 | 27 812 | 114 437 | 113 196 | 105 141 | 40 000 |
|               | 1860 | 1897   | 1916   | 2016    | 2017    | 2022    | 2023   |

### Nyelvi megoszlás
A 2001-es népszámlálás szerint a népesség 42,61%-a jelölte meg anyanyelveként az ukránt, 55,68% pedig az oroszt.